# David James Oakley

Wappen von David James Oakley

David James Oakley (* 28. November 1955 in Stourbridge, Vereinigtes Königreich) ist ein britischer Geistlicher und römisch-katholischer Bischof von Northampton.

## Leben
Nach dem Studium der Philosophie und der Katholischen Theologie am St.Mary’s College in Oscott empfing David James Oakley am 5. Juli 1980 durch den Erzbischof von Birmingham, George Patrick Dwyer, das Sakrament der Priesterweihe. An der University of Hull wurde er im Fach Pastoraltheologie promoviert. Ferner erwarb Oakley an der Katholieke Universiteit Leuven ein Lizenziat im Fach Katholische Theologie und am Maryvale Institute einen Master.
Anschließend war David James Oakley als Pfarrvikar in der Pfarrei Saint Patrick in Birmingham tätig, bevor er 1982 Pfarrvikar in der Pfarrei Corpus Christi in Wolverhampton wurde. Von 1985 bis 1988 war er Pfarrvikar in der Pfarrei Saint Peter Apostle in Leamington Spa. Danach wurde Oakley Pfarrer der Pfarrei Saint Joseph in Whitnash. David James Oakley war von 1992 bis 1999 Pfarrer der Pfarrei Christ the King in Kingstanding und von 1999 bis 2003 Pfarrer der Pfarrei St. Giles in Cheadle. 2003 wurde Oakley Pfarrer der Pfarrei Our Lady of the Assumption. Parallel zu seiner seelsorglichen Tätigkeit lehrte er an der Abteilung für Familie und Katechese des Maryvale Institute in Birmingham. Seit 2013 war David James Oakley Regens des Priesterseminars Saint Mary’s College in Oscott und zudem seit 2016 Mitglied des Domkapitels der St. Chad’s Cathedral in Birmingham.
Am 8. Januar 2020 ernannte ihn Papst Franziskus zum Bischof von Northampton. Der Erzbischof von Westminster, Vincent Kardinal Nichols, spendete ihm am 19. März desselben Jahres in der Kathedrale von Northampton die Bischofsweihe; Mitkonsekratoren waren der Erzbischof von Birmingham, Bernard Longley, und der emeritierte Bischof von Northampton, Peter John Haworth Doyle.